# Ogre (jogo de tabuleiro)
Ogre é um jogo de guerra de tabuleiro para dois jogadores projetado por Steve Jackson, e lançado pela primeira vez em 1977 como o primeiro microgame da Metagaming Concepts. É um jogo de guerra assimétrica, ambientado no final do século XXI. Um jogador possui um único tanque robótico colossal chamado "Ogre", que é colocado contra o quartel-general do segundo jogador, defendido por uma mistura de tanques convencionais, infantaria e artilharia.
O conceito de um enorme tanque de combate multifuncional foi fortemente influenciado pelo Bolo apresentado nos romances e contos de Keith Laumer  e no conto de Colin Kapp "Gottlos" (1969). O próprio Ogre foi nomeado em homenagem ao grande e forte ogro mitológico.

## Histórico de publicação
Ogre foi originalmente projetado por Steve Jackson e publicado pela Metagaming Concepts em 1977. A primeira edição apresentava arte de capa de Winchell Chung.
A empresa lançou rapidamente uma segunda edição em 1977, com uma tiragem muito maior e a arte do livro de regras sendo feita por Clark Bradly em vez de Chung.
Quando Jackson fundou sua própria empresa, a Steve Jackson Games (SJG), ele ficou com os direitos de Ogre, que foi publicado pela SJG em 1982. Esta terceira edição apresentava contadores de dupla face. A SJG também criou uma sequência, GEV.
Em 1987, a SJG lançou OGRE: Deluxe Edition . A arte da capa do livro de regras era a ilustração de Denis Loubet, que também foi usada para o jogo de computador Ogre (veja spinoffs abaixo). O quadro era mais resistente do que o mapa de papel da edição anterior e os contadores eram fornecidos com bases de plástico verticais.
Em 1990, Ogre foi combinado com GEV em uma caixa Ogre / GEV. As regras do Ogre foram designadas como 4ª edição e as regras GEV foram designadas como 3ª edição. Ogre / GEV foi lançado em uma única caixa; e as regras foram combinadas em um único livreto.
Em 2000, Ogre / GEV foi lançado novamente e designado como 5ª edição, com uma nova capa feita por Phillip Reed, vendida em uma caixa de VHS, mas regras ainda em um livreto de 44 páginas e fichas em preto, vermelho e branco (2 lados).
Um "novo" Deluxe Ogre (2000) era uma versão reeditada do Ogre original, embalado com miniaturas em vez de contadores; e o mapa da "cratera" original impresso em uma escala maior. 
Em 2011, Steve Jackson anunciou uma sexta edição, The Ogre Designer's Edition, combinando Ogre e GEV com contadores planos coloridos maiores para a maioria das unidades e figuras de papelão encaixáveis para os Ogres. 
Em 2014, a SJG lançou uma versão reimpressa do jogo original de 1977 pelo preço original de US$ 2,95.